# Maitland (Australia Południowa)
Maitland – miejscowość w stanie Australia Południowa położona w odległości ok. 164 km drogi pomiędzy Adelaide, a Port Pirie.
Miasto zostało założone 22 lipca 1872.  W 2008 w Maitland mieszkało ok. 1000 mieszkańców.